# Longchengornis
Longchengornis is een geslacht van uitgestorven vogels uit het Vroeg-Krijt van het huidige China, behorend tot de Enantiornithes. De enige benoemde soort is Longchengornis sanyanensis.
Hou Lianhai vond bij het dorp Boluochi, in de prefectuur Chaoyang, in Liaoning, het skelet van een kleine vogel. In 1997 benoemde en beschreef hij dat als de typesoort Longchengornis sanyanensis. De geslachtsnaam combineert de naam die Chaoyang tussen 341 en 742 droeg, Longcheng ofwel 'Drakenstad', met het Oudgriekse ὄρνις, ornis, 'vogel'. De soortaanduiding verwijst naar de herkomst uit Sanyan, de 'Drie Yan', een verwijzing naar de drie koninkrijken van de Yan.
Het holotype IVPP V10530 is gevonden in een laag van de Jiufotangformatie die dateert uit het Aptien-Albien. Het bestaat uit een gedeeltelijk skelet met schedel, samengedrukt op een plaat. De schedel is slechts fragmentarisch aanwezig. De botten liggen in verband.
De lichaamslengte van Longchengornis is een vijftien centimeter. Het dijbeen is 21,5 millimeter lang.
Hou gaf allerlei onderscheidende kenmerken aan. Latere onderzoekers hebben die echter meestal niet kunnen bevestigen. Zhou Zhonghe stelde in 2008 en 2010 dat Longchengornis slechts een jonger synoniem was van Cathayornis yandica, uit dezelfde vindplaats. Jingmay Kathleen O'Connor meende echter in 2010 dat er toch geldige onderscheidende kenmerken waren. Die lagen vooral in het opperarmbeen dat een grote deltopectorale kam toont, doorboord door een groot foramen. Daarbij is het opperarmbeen duidelijk korter dan de ellepijp terwijl die elementen bij Cathayornis ongeveer even lang zijn. Ook is het onderbeen erg slank en zijn de voetklauwen sterk gekromd. De halswervels zijn gekield.
Hou plaatste Longchengornis in 1997 in de Cathayornithidae waarbij hij meende dat de positie basaal was.